# Ґосцєєвиці
Ґосцєєвиці (пол. Gościejewice, нім. Gußwitz) — село в Польщі, у гміні Бояново Равицького повіту Великопольського воєводства.
Населення — 467 осіб (2011).
У 1975-1998 роках село належало до Лешненського воєводства.

## Демографія
Демографічна структура станом на 31 березня 2011 року:
|          | Загалом | Допрацездатний вік | Працездатний вік | Постпрацездатний вік |
| -------- | ------- | ------------------ | ---------------- | -------------------- |
| Чоловіки | 247     | 73                 | 153              | 21                   |
| Жінки    | 220     | 57                 | 118              | 45                   |
| Разом    | 467     | 130                | 271              | 66                   |